# 白鸟号卫星
白鸟号（又名“第4号科学衛星CORSA-b”）是東京大学宇宙航空研究所（現为宇宙航空研究開發機構宇宙科学研究本部）开发设计的一型天文观测卫星，同时也是日本的第一台X射线天文卫星。于1979年2月21日14時0分(JST)由M-3C型运载火箭4号機在鹿儿岛宇宙空间观测所（現为內之浦宇宙空間觀測所）发射升空。

## 概要
“白鸟号”这个名字来源于天鹅座（直译：「“白鸟座”」），因其内部有一个著名的X射线源。
该卫星是X射线天文卫星“CORSA”的翻版，后者于1976年2月4日发射失败。在CORSA发射失败的当天，制造商提出按原样重新制造，该计划于是被批准并仅在三年之内便顺利复飞成功。白鸟号运行在近地点545公里，遠地点577km的椭圆轨道上。于1985年4月15日再入大气层焚毁。
白鸟号的主要任务目的是观察X射线的爆发，监测新X射线源的出现，并观察光谱和强度的变化。

## 观測设备
- 超软X射线测量仪（VSX）-- 用于观测介于0.1-1.0keV间X射线的设备
- 软X射线测量仪（SFX）-- 用于观测介于1.5 - 30.0 keV间X射线的设备
- 硬X射线测量仪（HDX）-- 用于观测介于10 - 100 keV间X射线的设备

## 主要成果
- 发现新的X射线爆发源
- 针对脉冲星异常周期性变化的观测

## 与CORSA卫星的区别
白鸟号基本上沿用了CORSA的设计以便早日复飞，但其仍有些许改进，例如增设了X射线探测器以精确测量X射线爆发源的位置，但未安装重粒子束观测装置。 此外，还安装了磁帶錄音機以增加观测数据的积累量，也改进了章动阻尼器。

## 其他信息
- 在发射前，该卫星曾被研究人员昵称为“银河”（ぎんが），但领导该项目的小田稔坚持要将其命名为“白鸟”（はくちょう），该卫星由此而得名。 在这之后，“银河”这一名称被用于冠名后来发射的X射线天文卫星“ASTRO-C”。

## 参阅
- X射线天文学
- てんま(ASTRO-B)
- ぎんが(ASTRO-C)
- あすか(ASTRO-D)
- 朱雀号卫星(ASTRO-EII)